# Helicteroideae
Helicteroideae is een onderfamilie uit de kaasjeskruidfamilie (Malvaceae).

## Geslachten
- Boschia Korth.
- Coelostegia Benth.
- Cullenia Wight
- Durio Adans.
- Helicteres Pluk. ex L.
- Kostermansia Soegeng
- Mansonia J.R.Drumm.
- Neesia Blume
- Neoregnellia Urb.
- Reevesia Lindl.
- Triplochiton K.Schum.
- Ungeria Schott & Endl.